# Erin Cuthbert
Erin Jacqueline Cuthbert (ur. 19 lipca 1998 w Irvine) – szkocka piłkarka, grająca na pozycji pomocnika w klubie Chelsea F.C., wielokrotna reprezentantka Szkocji.

## Kariera piłkarska

### Kariera klubowa
Swoją karierę piłkarską rozpoczęła w lokalnym klubie dla chłopców, którego trenerem był jej ojciec. Grała także w Crosshouse Boys Club, zanim w 2010 roku przeniosła się do Rangers. Zadebiutowała w Scottish Women's Premier League we wrześniu 2013 roku i została uznana za Młodego Zawodnika Roku tej ligi w sezonie 2014. W styczniu 2015 roku została zaproszona do Glasgow City. 8 grudnia 2016 roku opuściła Glasgow City i dołączyła do klubu FA WSL Chelsea.

### Kariera reprezentacyjna
7 czerwca 2016 roku po raz pierwszy zagrała w seniorskiej kadrze narodowej w wygranym 1:0 meczu kwalifikacyjnym do Euro 2017 z Białorusią, wchodząc na boisko w drugiej połowie jako zmienniczka Rachel Corsie. Wcześniej występowała w juniorskich reprezentacjach U-17 i U-19.

## Sukcesy i odznaczenia

### Sukcesy klubowe
Glasgow City
- mistrz Szkocji: 2015, 2016
- zdobywca Pucharu Szkocji: 2015
- zdobywca SWPL Cup: 2015

Chelsea
- mistrz Anglii: 2017, 2017/18, 2019/20, 2020/21, 2021/22, 2022/23, 2023/24
- zdobywca Pucharu Anglii: 2017/18, 2020/21, 2021/22, 2022/23
- zdobywca FA Women's League Cup: 2019/20, 2020/21
- zdobywca FA Women's Community Shield: 2020
- finalista Ligi Mistrzyń UEFA: 2020/21

### Sukcesy indywidualne
- najlepsza Szkocka piłkarka roku: 2019, 2021
- nominowana do najlepszej jedenastki PFA WSL: 2018/19
- najlepsza piłkarka roku w Chelsea: 2019